# 485
Năm 485 là một năm trong lịch Julius.